# Eugénio de Andrade
Eugénio Andrade, seudónimo de José Fontinhas (Póvoa de Atalaia, Beira Baixa, 19 de enero de 1923 - Oporto, 13 de junio de 2005), fue un poeta, prosista y traductor portugués.

## Biografía
Nacido en el seno de una familia campesina, heredó de esta el desprecio por el lujo y la degradación que producen sobre la persona. Tuvo alguna educación secundaria y, para sobrevivir, trabajaría como funcionario público (inspector administrativo en los servicios médico-sociales de la Previsión portuguesa) de 1947 a 1983.
Comenzó a escribir en 1936, y en 1938 envió algunos poemas al poeta António Botto, que quiso conocerlo y alabó su talento, instándole a continuar su escrita y a publicarla. Así lo fue, y, en 1940, fue impreso su primero libro de versos, Narciso, con su nombre civil, dándose a conocer como escritor en 1942 con Adolescente, bajo su seudónimo Eugénio de Andrade.
Con influencias de la cultura griega y oriental, de una profunda cultura literaria y excelente conocedor de la poesía española, algunos años después alcanzó notoriedad con Las manos y los frutos, de 1948, considerado uno de los libros más importantes de la literatura portuguesa actual. Defendió la exactitud del lenguaje y no le interesaron nunca el dinero y la fama.
Publicó al menos 27 volúmenes de su poesía y su obra ha sido traducida a más de 20 idiomas. Al castellano ha sido traducido, entre otros, por Ángel Crespo, Jesús Munárriz, Fidel Villar Ribot, José Luis Puerto, Ángel Campos Pámpano, José Ángel Cilleruelo, Martín López-Vega y José Luis García Martín.
Contemporáneo de los movimientos neorrealista y surrealista, no acusa la influencia de prácticamente ningún movimiento literario de su tiempo, proponiendo una poesía elemental, cuya musicalidad sólo encuentra precedentes en la lírica medieval galáico-portuguesa y en el poeta Camilo Pessanha, a quien adopta como maestro. Según sus propias palabras, la pureza de su verso «es simplemente pasión por las cosas de la tierra, en su forma más ardiente y todavía no consumada».
Existió, de 1993 a 2011, una fundación en Oporto que llevaba su nombre.
Cuenta entre sus influencias a sus admirados Bécquer, San Juan de la Cruz, Pessoa, Rimbaud o Whitman, y tradujo al portugués a Lorca, Machado y Juan Ramón Jiménez. Su escritor favorito era el Premio Nobel, José Saramago, con quien compartía además activismo político comprometido con la izquierda y contra toda forma de represión.
Murió en Oporto el 13 de junio de 2005, tras una larga enfermedad neurológica, a la edad de 82 años.

## Obras
- As Mãos e os Frutos (1948)
- Os amantes sem dinheiro (1950)
- As palavras interditas (1951)
- Até amanhá (1956)
- Coraçâo do dia (1958)
- Mar de Setembro (1961)
- Obstinato rigore (1964)
- Rosto precário (1979) prosa
- Obscuro domínio (1971)
- Véspera da água (1973)
- Escrita da terra e outros epitáfios (1974)
- Limiar dos pássaros (1976)
- Memória doutro rio (1978)
- Matéria solar (1980)
- O peso da sombra (1982)
- Branco no branco (1984)
- Aquela nuvem e outras (1986) prosa
- Vertentes do olhar (1987)
- Contra a obscuridade (1988)
- O outro nome da terra (1988)
- Rente ao dizer (1992)
- Ofício de paciência (1994)
- O sal da lingua (1995)
- Pequeno Formato (1997)
- Lugares do lume (1998)
- Os sulcos da sede (2001)
- Poesia e prosa, 1940-1980 (1981). 1 vol.
- Poesia e prosa, 1940-1986 (1987), 3 vol.

## Traducciones en España
Al castellano:
- Antología poética 1940-1980. Versión de Ángel Crespo, Barcelona: Plaza & Janés, 1981.
- Escritura de la tierra, III. Trad. de José Luís García Martín, Jerez de la Frontera: Fin de Siglo [n.º 8], 1984.
- Blanco en lo blanco. Trad. de Fidel Villar Ribot, Granada: Don Quijote, 1985.
- Vertientes de la mirada y otros poemas en prosa. Trad. de Ángel Crespo, Madrid: Júcar, 1987.
- Contra la oscuridad. Trad. de Fidel Villar, Pamplona: Pamiela, 1988.
- El otro nombre de la tierra. Trad. de Ángel Campos Pámpano, Valencia: Pre-Textos, 1989.
- Próximo al decir. Trad. de José Luis Puerto, Salamanca: Amarú, 1993.
- La sal de la lengua. Trad. de Ángel Campos Pámpano, Madrid: Hiperión, 1999.
- Aquella nube y otras. Trad. de Jesús Munárriz, ilust. de Beatriz Altheide, Madrid: Hiperión, 2002.
- Oficio de paciencia. Trad. de José Luis Puerto, Madrid: Hiperión, 2002.
- Lugares de la lumbre. Trad. Jesús Munárriz, Madrid: Hiperión, 2003
- Los surcos de la sed. Trad. José Ángel Cilleruelo, Madrid. Calambur/Editora Regional de Extremadura, 2001.
- Todo el oro del día. Trad. de Ángel Campos Pámpano, València: Pre-Textos/Editora Regional de Extremadura, 2004.
- Materia solar y otros poemas. Trad. Ángel Campos Pámpano, Barcelona: Círculo Lectores-Galaxia Gutenberg, 2004.
- La ciudad de Garret. Trad. de Martín López-Vega, Valencia: Pre-Textos, 2006.
- Oscuro dominio. Trad. de Blanca Cebollero y Daniel Pelegrín, Madrid: Hiperión, 2011.

Al bable:
- Memoria d'outru riu. Trad. de Antonio García, Oviedo: Libros de Frou, 1985.
- Contra la escuridade. Trad. de Antonio García, Oviedo: Academia de Língua Asturiana, 1987.
- Les manes enceses. Antoloxia 1948-2001. Trad. Antonio García, Oviedo: Saltadera, 2014.

Al catalán:
- Matèria solar. Trad. de Vicent Berenguer, València: Gregal, 1987.
- Obstinato rigore. Trad. de Manuel Guerrero, Barcelona: Edicions 62, 1991.
- Ran del dir. Trad. de Xulio R. Trigo i Júlia Cortés, Lérida: Pagès, 1994.
- Ofici de paciència. Trad. d’Antoni Xumet, col. “Trucs i Baldufes”, Pollensa: El Gall Editor, 2008.
- Memòria d'un altre riu. Trad. de Jordi Sebastià, Alzira: Bromera, 2016.

Al vasco:
- Uraren bezpera. Trad. de Maite González Esnal, Pamplona: Pamiela,1990.

## Premios
- Gran Premio de Poesía de Portugal (1989).
- Premio «Vida Literaria» (2000), uno de los más importantes del ámbito literario luso y concedido por la Asociación Portuguesa de Editores (APE).
- Primer Premio «Extremadura» (2000).
- Premio Camões en 2001.